# Schneckensamenbäume
Die Schneckensamenbäume (Cochlospermum) sind eine Pflanzengattung in der Familie der Annattogewächse (Bixaceae) innerhalb der Ordnung der Malvenartigen (Malvales). Von den etwa 15 Arten haben vier ihre Heimat in der Neotropis, fünf im tropischen Afrika, vier in Australien und nur eine im tropischen Asien (Cochlospermum religiosum).

## Beschreibung

### Erscheinungsbild und Blätter

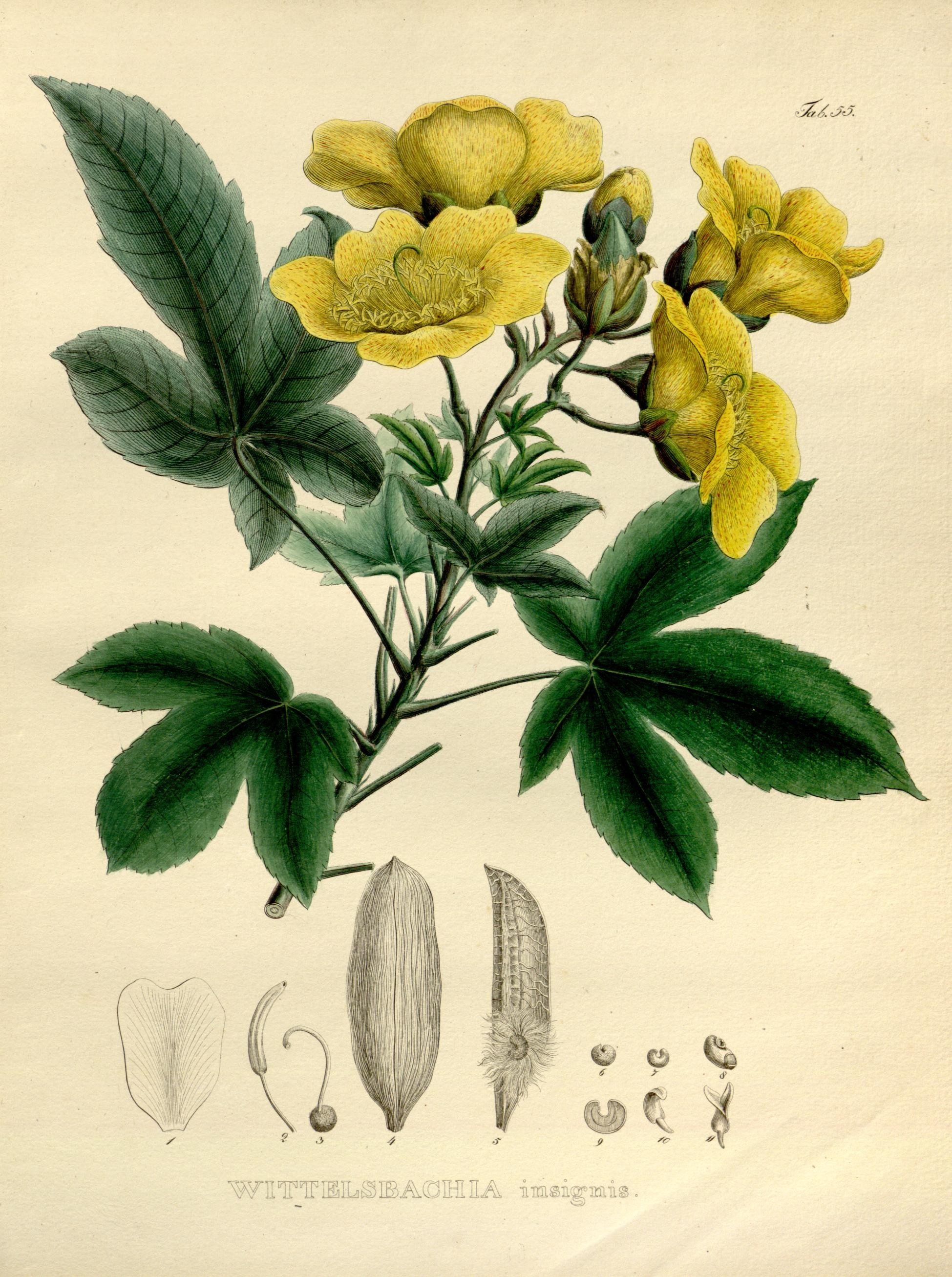
Illustration von Cochlospermum regium (Syn.: Wittelsbachia insignis)

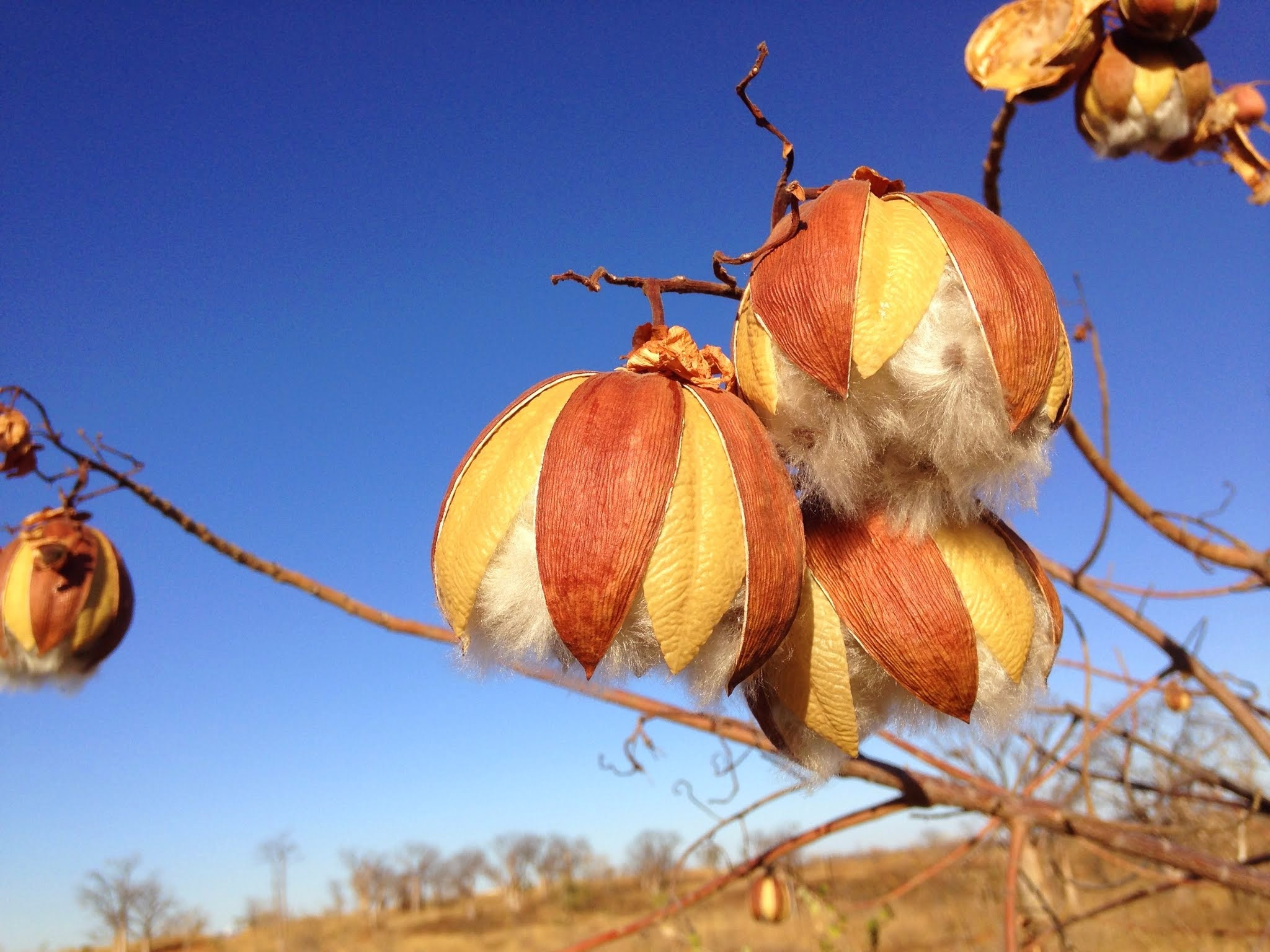
Kapselfrüchte von Cochlospermum fraseri

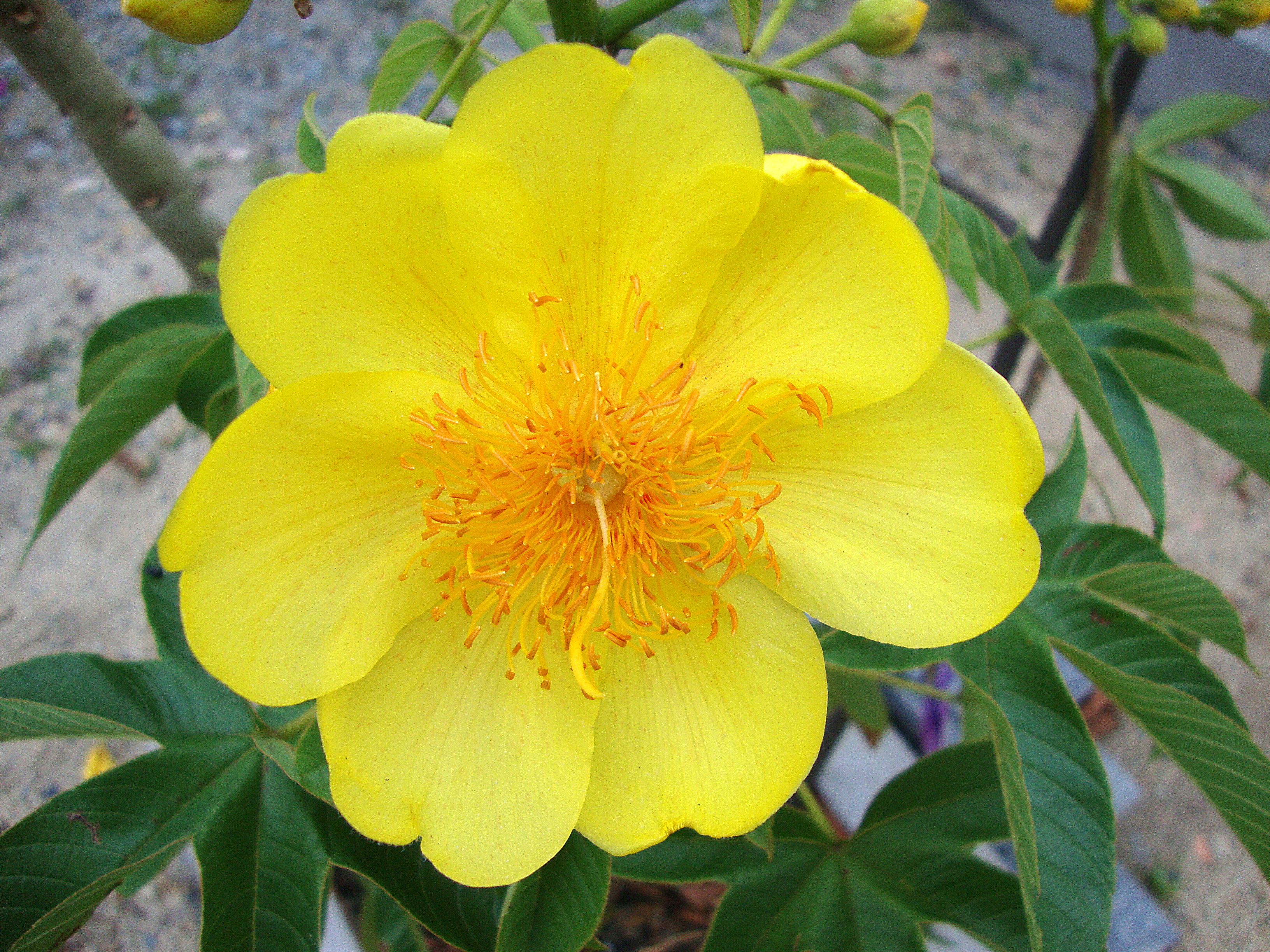
Cochlospermum religiosum

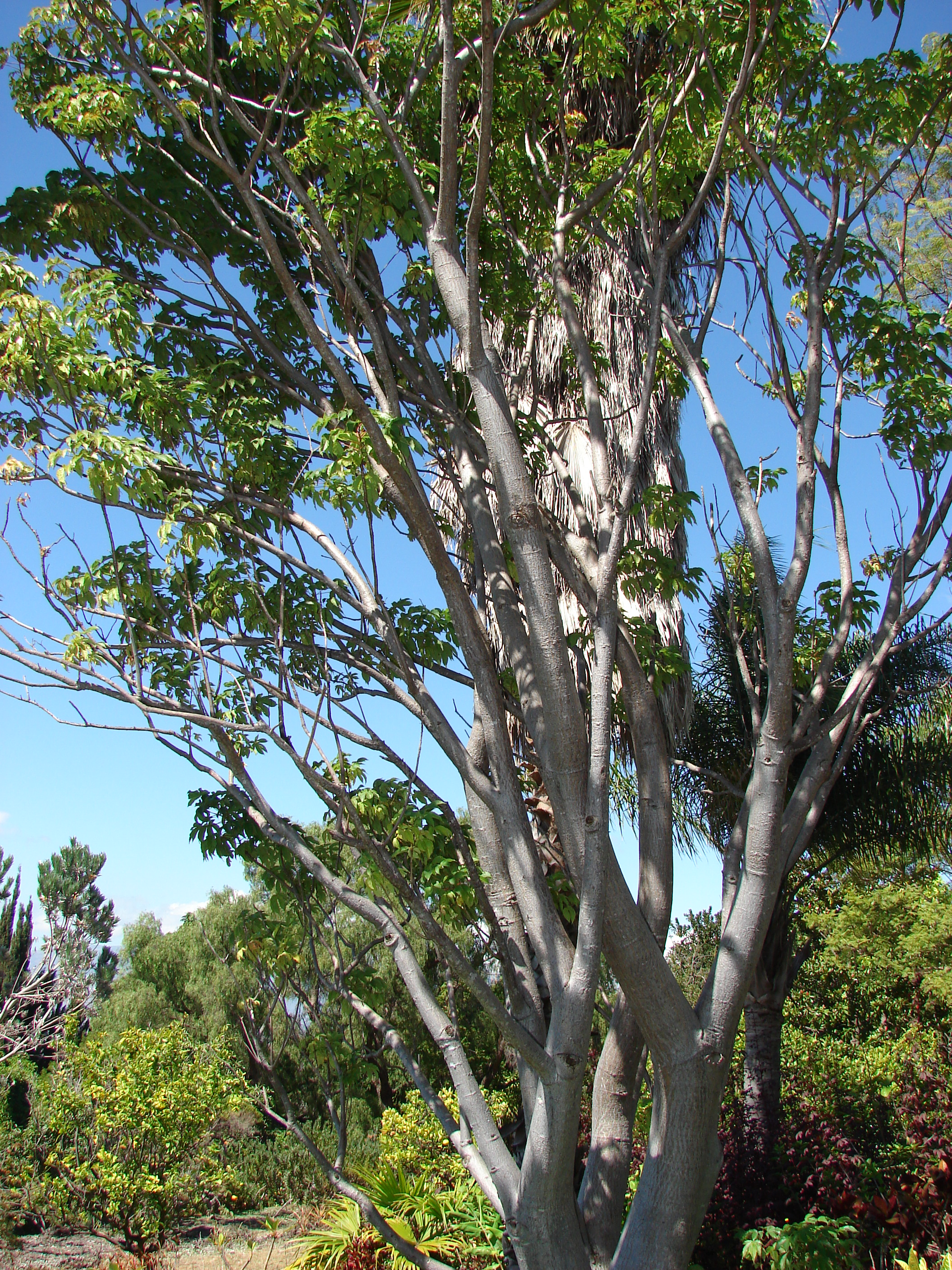
Butterblumenbaum (Cochlospermum vitifolium)

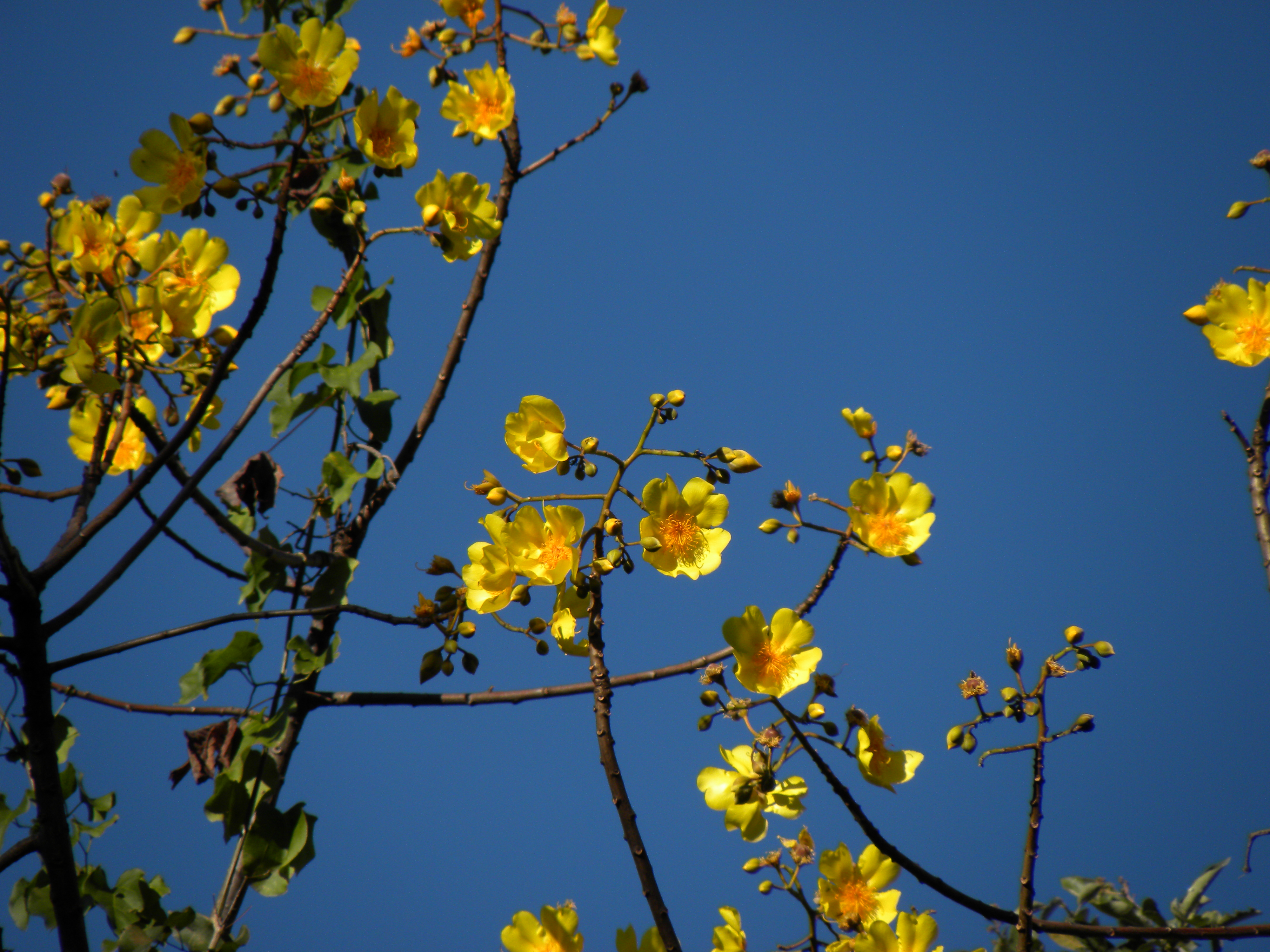
Butterblumenbaum (Cochlospermum vitifolium)

Die Cochlospermum-Arten sind Bäume, Sträucher oder Halbsträucher. Sie sind meist sommergrün, seltener immergrün. Sie enthalten einen gelben, orangefarbenen oder roten Milchsaft. Einige Arten riechen stark. Die wechselständig an den Zweigen angeordneten Laubblätter sind in Blattstiel und Blattspreite gegliedert. Die Blattspreiten sind drei- bis neunteilig handförmig eingeschnitten oder geteilt.

### Blüten, Früchte und Samen
Die zwittrigen Blüten sind radiärsymmetrisch vier- oder fünfzählig mit einer doppelten Blütenhülle. Es sind 15 bis 100 freie, fertile Staubblätter vorhanden. Drei bis fünf Fruchtblätter sind zu einem oberständigen Fruchtknoten verwachsen.
Sie bilden drei- bis fünfklappige Kapselfrüchte mit 20 bis 100 ölhaltigen Samen.

## Systematik
Die Gattung Cochlospermum wurde 1822 durch Karl Sigismund Kunth aufgestellt. Synonyme für Cochlospermum Kunth nom. cons. sind: Maximilianea Mart. ex Schrank nom. rej., Wittelsbachia Mart. & Zucc. nom. illeg., Azeredia Arruda ex Allemão.
Nach einigen Autoren war sie auch Teil der kleinen Familie der Cochlospermaceae.
In der Gattung der Schneckensamenbäume (Cochlospermum) gibt es etwa 15 Arten:
- Cochlospermum angolense Welw. ex Oliv.: Sie kommt von Angola bis zur westlichen Demokratischen Republik Kongo vor.[1]
- Cochlospermum arafuricum Cowie & R.A.Kerrigan: Sie kommt nur im Northern Territory in Australien vor.[1]
- Cochlospermum fraseri Planch.: Sie ist mit zwei Unterarten im nördlichen Australien verbreitet.[1]
- Cochlospermum gillivraei Benth.: Sie ist mit zwei Unterarten von Papua-Neuguinea bis zum östlichen Australien verbreitet.[1]
- Cochlospermum intermedium Mildbr.: Die Heimat ist die Zentralafrikanische Republik.[1]
- Cochlospermum macnamarae Hislop, K.R.Thiele & Brassington: Sie kommt im nordnordwestlichen Western Australia vor.[1]
- Cochlospermum noldei Poppend.: Die Heimat ist das nordöstliche Angola.[1]
- Cochlospermum orinocense (Kunth) Steud.: Sie ist von Panama bis ins tropische Südamerika verbreitet.[1]
- Cochlospermum planchonii Hook. f. ex Planch.: Das Verbreitungsgebiet reicht vom tropischen Westafrika bis zum Sudan.[1]
- Cochlospermum regium (Schrank) Pilg. (Syn.: Wittelsbachia insignis Mart. & Zucc.): Sie ist von Brasilien bis Bolivien und Paraguay verbreitet.[1]
- Cochlospermum religiosum (L.) Alston: Das Verbreitungsgebiet reicht von Indien bis Myanmar.[1]
- Cochlospermum tetraporum Hallier f.: Sie ist vom südlichen Bolivien bis zum nordwestlichen Argentinien verbreitet.[1]
- Cochlospermum tinctorium Perrier ex A.Rich.: Das Verbreitungsgebiet reicht vom tropischen Westafrika bis Uganda.[1]
- Butterblumenbaum (Cochlospermum vitifolium (Willd.) Spreng., Syn.: Cochlospermum codinae Eichler, Cochlospermum hibiscoides Kunth, Cochlospermum luetzeiburgii Pilg., Cochlospermum serratifolium DC., Cochlospermum triphyllum (S.F.Blake) Pittier): Sie ist von Mexiko über Zentralamerika bis zum tropischen Südamerika verbreitet und kommt auf Kuba vor.[1]
- Cochlospermum wittei Robyns: Die zwei Unterarten kommen nur in der südöstlichen Demokratischen Republik Kongo vor.[1]